# Enzo Barrenechea
Enzo Alan Tomás Barrenechea (Villa María, 22 maggio 2001) è un calciatore argentino, centrocampista del Benfica, in prestito dall'Aston Villa.

## Caratteristiche tecniche
Mediano di rottura, dotato sia fisicamente, sia dal punto di vista tecnico, è abile nella fase di intercettazione dei passaggi e di verticalizzazione del gioco, ma ha dimostrato buone capacità anche negli inserimenti in area di rigore.

## Carriera

### Club

#### Gli inizi, Juventus
Cresciuto nel settore giovanile del Newell's Old Boys, il 22 agosto 2019 Barrenechea viene acquistato dal Sion, con cui firma un quadriennale. Nel successivo mese di gennaio, si trasferisce alla Juventus, aggregandosi inizialmente alla squadra Primavera e poi alla Juventus Next Gen in Serie C.
Il 22 maggio 2021, il centrocampista subisce una lesione del legamento crociato anteriore del ginocchio destro, che lo tiene lontano dai campi di gioco per diversi mesi. A seguito del proprio rientro, il 2 aprile 2022 Barrenechea segna la sua prima rete tra i professionisti, nella partita di Serie C pareggiata per 1-1 contro la Virtus Verona.
Il 2 novembre dello stesso anno, debutta con la prima squadra della Juventus, subentrando a Juan Cuadrado all'88º minuto dell'incontro della fase a gironi di UEFA Champions League contro il Paris Saint-Germain, perso per 1-2. Il 28 febbraio 2023, invece, fa il suo esordio in Serie A, scendendo in campo da titolare nel derby casalingo contro il Torino, vinto per 4-2. Disputa poi altre tre partite con la prima squadra, di cui una in UEFA Europa League e due in campionato.

#### Frosinone
Il 15 agosto 2023, Barrenechea passa in prestito al Frosinone, neo-promosso in Serie A. Esordisce quattro giorni dopo, subentrando ad Abdou Harroui nei minuti finali della partita di campionato contro il Napoli. Il 19 dicembre dello stesso anno, segna la sua prima rete con la formazione ciociara proprio contro la squadra partenopea, aprendo le marcature nel successo per 4-0 nella sfida degli ottavi di Coppa Italia. Conclude la propria stagione con un totale di 39 presenze e una rete in coppa, non riuscendo a evitare la retrocessione del club ciociaro in Serie B.

#### Aston Villa e prestito al Valencia
Il 1º luglio 2024, Barrenechea passa a titolo definitivo all'Aston Villa, in Premier League, per 8 milioni di euro (più 3 di bonus), venendo inserito come contropartita, insieme a Samuel Iling-Junior, nell'operazione di mercato che ha visto Douglas Luiz fare il percorso inverso.
Dopo aver svolto la preparazione estiva con gli inglesi, il 30 agosto 2024 viene ceduto in prestito al Valencia. Esordisce nella Liga spagnola il 15 settembre nella sconfitta per 3-0 in casa dell'Atletico Madrid, subentrando nel secondo tempo a Hugo Guillamón. Il 27 ottobre segna la sua prima rete nel campionato spagnolo, firmando il momentaneo vantaggio nella partita in casa del Getafe, pareggiata per 1-1. Termina l'esperienza spagnola con 32 presenze complessive ed 1 gol, prima di far ritorno in Inghilterra.

#### Benfica
Il 18 luglio 2025 passa in prestito oneroso, con obbligo di riscatto, al Benfica.

## Statistiche

### Presenze e reti nei club
Statistiche aggiornate al 30 giugno 2025.
| Stagione                     | Squadra                      | Campionato                   | Campionato | Campionato | Coppe nazionali | Coppe nazionali | Coppe nazionali | Coppe continentali | Coppe continentali | Coppe continentali | Altre coppe | Altre coppe | Altre coppe | Totale | Totale |
| Stagione                     | Squadra                      | Comp                         | Pres       | Reti       | Comp            | Pres            | Reti            | Comp               | Pres               | Reti               | Comp        | Pres        | Reti        | Pres   | Reti   |
| ---------------------------- | ---------------------------- | ---------------------------- | ---------- | ---------- | --------------- | --------------- | --------------- | ------------------ | ------------------ | ------------------ | ----------- | ----------- | ----------- | ------ | ------ |
| 2020-2021                    | Juventus U23/Next Gen        | C                            | 3          | 0          | -               | -               | -               | -                  | -                  | -                  | -           | -           | -           | 3      | 0      |
| 2021-2022                    | Juventus U23/Next Gen        | C                            | 8+5        | 1+1        | CI-C            | 0               | 0               | -                  | -                  | -                  | -           | -           | -           | 13     | 2      |
| 2022-2023                    | Juventus U23/Next Gen        | C                            | 26         | 4          | CI-C            | 5               | 0               | -                  | -                  | -                  | -           | -           | -           | 31     | 4      |
| Totale Juventus U23/Next Gen | Totale Juventus U23/Next Gen | Totale Juventus U23/Next Gen | 37+5       | 5+1        |                 | 5               | 0               |                    | -                  | -                  |             | -           | -           | 47     | 6      |
| 2022-2023                    | Juventus                     | A                            | 3          | 0          | CI              | 0               | 0               | UCL+UEL            | 1+1                | 0                  | -           | -           | -           | 5      | 0      |
| 2023-2024                    | Frosinone                    | A                            | 36         | 0          | CI              | 3               | 1               | -                  | -                  | -                  | -           | -           | -           | 39     | 1      |
| 2024-2025                    | Valencia                     | PD                           | 30         | 1          | CR              | 2               | 0               | -                  | -                  | -                  | -           | -           | -           | 32     | 1      |
| Totale carriera              | Totale carriera              | Totale carriera              | 111        | 7          |                 | 10              | 1               |                    | 2                  | 0                  |             | -           | -           | 123    | 8      |

## Palmarès
- Supercoppa di Portogallo: 1

Benfica: 2025